# マウント・サック・リレー

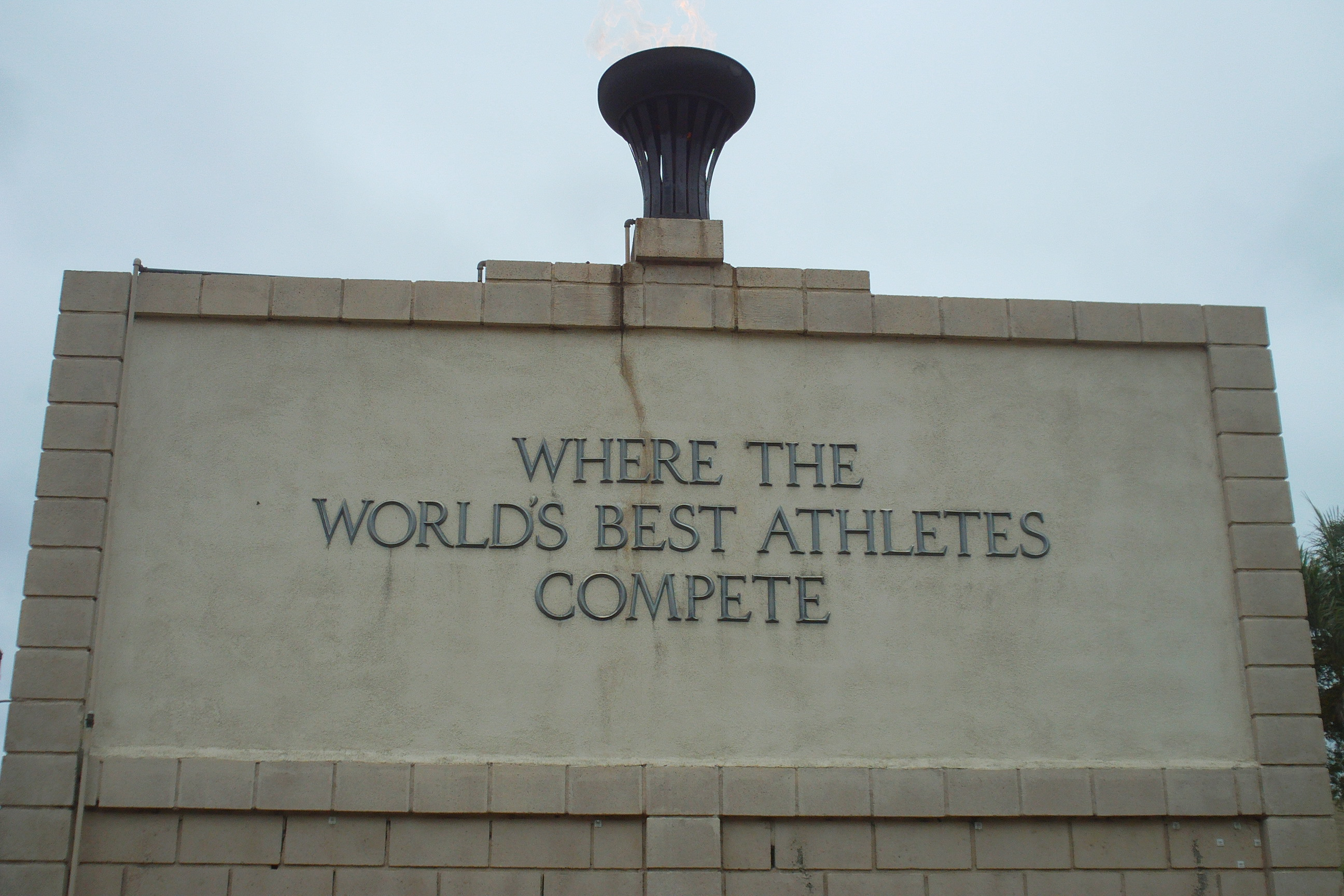
スタジアムの聖火台と名誉の壁

マウント・サック・リレー（英: Mt.SAC Relays）は、1959年より毎年4月にアメリカ合衆国・カリフォルニア州ウォルナットで開かれている陸上競技大会。

## 概要
大会名の「Mt.SAC」は、近隣のマウント・サンアントニオ・カレッジ（en:Mt. San Antonio College）にちなむ。屋外陸上競技シーズンが本格化する前に開かれる大会で、夏季オリンピックや世界陸上競技選手権大会などに出場するような一流選手が、調整を兼ねて出場することが多い。他に高校生・大学生向けのクラスや、パラリンピック選手向けの種目も存在する。
大会名に「リレー」が入っているが、リレー専門の大会というわけではなく、2017年の場合3日間に渡ってトラック＆フィールドの競技が行われる。ただリレーが看板競技であるのは事実で、一般的な「4×100m」「4×400m」に加え、通常このクラスの大規模大会ではあまり行われない「4×200m」「4×1600m」などの種目が実施される。